# Edouard Adjanohoun
Édouard Joshua Adjanohoun (Benim, Uidá,  1928 - Bruges, 16 de janeiro de 2016) foi um renomado acadêmico e botânico beninense. Foi o primeiro reitor da Universidade de Abomei-Calavi, a mais antiga instituição de ensino superior beninense.